# Uroš Skalerič
Uroš Skalerič, slovenski stomatolog in akademik, * 9. april 1945, Ljubljana, † 5. maj 2023.
Šolal se je na Odseku za stomatologijo Medicinske fakultete Univerze v Ljubljani, kjer je leta 1968 diplomiral in 1979 doktoriral. Dodatno se je izobraževal na Šoli narodnega zdravja Andrija Štampar Univerze v Zagrebu. Na Katedri za ustne bolezni in parodontologijo MF je leta 1977 postal asistent in napredoval v rednega profesorja v letu 1993. V tem obdobju je odšel na dve daljši usposabljanji v Združene države Amerike.
Strokovno se posveča predvsem parodontologiji – zdravju podpornih tkiv zob. Že leta 1987 je v sodelovanju z Institutom »Jožef Stefan« ustanovil Center za stomatološke raziskave, kjer se ukvarja s preučevanjem teh tkiv s sodobnimi diagnostičnimi orodji. Poleg tega je s sodelavci izvedel obsežno epidemiološko raziskavo parodontalne bolezni. Po izkušnjah iz ZDA je v Sloveniji leta 2003 uvedel višješolski študij ustne higienike. Od 1983 do 2008 je vodil Center za ustne bolezni in parodontologijo Stomatološke klinike, od 1997 je bil njen strokovni direktor in od 1998 predstojnik Odseka za dentalno medicino MF. Bil je prodekan MF (1995–2005). 
Njegova bibliografija obsega 270 enot, med njimi članke v tujih znanstvenih revijah najvišjega ranga, kot sta Nature in Proceedings of the National Academy of Science of the United States of America. Je največkrat citirani slovenski stomatolog.

## Priznanja in nagrade
S sodelavci je leta 1984 prejel nagrado Sklada Borisa Kidriča za raziskave zobne sklenine z metodo elektronske paramagnetne resonance. Vzdržuje aktivne stike z ameriškimi raziskovalnimi ustanovami, ki omogočajo prodor študentov in drugih raziskovalcev v tujino, za kar je leta 1997 prejel naziv ambasador Republike Slovenije v znanosti. Leta 2016 je bil nagrajen s Zoisovo nagrado za življenjsko delo, 2020 pa je postal zaslužni profesor ljubljanske univerze. Za svoje izredne prispevke v znanosti na področju parodontologije je bil 2002 imenovan za častnega člana Ameriške akademije za parodontologijo. Bil je dolgoletni predsednik, častni član in častni predsednik Društva zobozdravstvenih delavcev Slovenije, kot tudi sekcije SZD za ustne bolezni, parodontologijo in stomatološko implantologijo.
Leta 2003 je postal izredni član, 2009 pa je bil kot prvi stomatolog sprejet v redno članstvo Slovenske akademije znanosti in umetnosti, 2014–20 je bil njen glavni tajnik. Uredil je mdr. Biografski zbornik pokojnih članov SAZU ob njeni 80-letnici.